# Attaque à la voiture bélier de 2008 à Jérusalem
Le 22 septembre 2008, un Palestinien a conduit une BMW berline en direction d’un groupe de civils et des soldats en repos à Jérusalem, en Israël, blessant 19 personnes.

## Arrière-plan
L'attaque était la troisième d'une série d'attaque terroristes à Jérusalem avec une nouvelle tactique, en utilisant des véhicules comme des armes ; les autres ont été le 2 juillet, 2008 une attaque au bulldozer à Jérusalem et une attaque similaire avec une chargeuse-pelleteuse, le 22 juillet.  Aucun groupe n'a revendiqué la responsabilité de ces incidents.

## L'attaque
Le 22 septembre 2008, l'auteur, Qassem Mughrabi (alt. Qasim al-Mughabi), un Palestiniens résident de Jérusalem-Est, a conduit une berline BMW allant contre un groupe de civils et de militaires stationnés dans une rue de Jérusalem.
Mughrabi a été abattu sur place par le soldat Elad Amar.

## L’auteur de l’attentat
L’agence de presse palestinienne Ma’an reconnait que Qassem Mughrabi était membre du Hamas même si sa famille a nié qu’il se soit agi d’une attaque terroriste. Mahmoud Mughrabi, le père de Qassem, a déclaré que son fils n’avait pas de permis de conduire et qu’il avait manifestement perdu le contrôle de la voiture : « Mon fils a été assassiné, on l’a tué. Il n’a pas commis d’attentat terroriste. C’était un accident de voiture. » Cependant Micky Rosenfeld, porte-parole de la police, a déclaré que les autorités étaient convaincues que l’attaque avait un motif politique : « Nous sommes sûrs à 100 %..., a-t-il dit, que c’est délibérément qu’il a heurté des gens ».